# Bilhorod-Dnistrovskyï
Bilhorod-Dnistrovskyï (en ukrainien : Білгород-Дністровський, en russe : Белгород-Днестровский ou Belgorod-Dniestrovski) est une ville de l'oblast d'Odessa, en Ukraine, à 45 km au sud-ouest d'Odessa et à 475 km au sud de Kiev. Sa population s'élevait à 47 727 habitants en 2022.

## Géographie

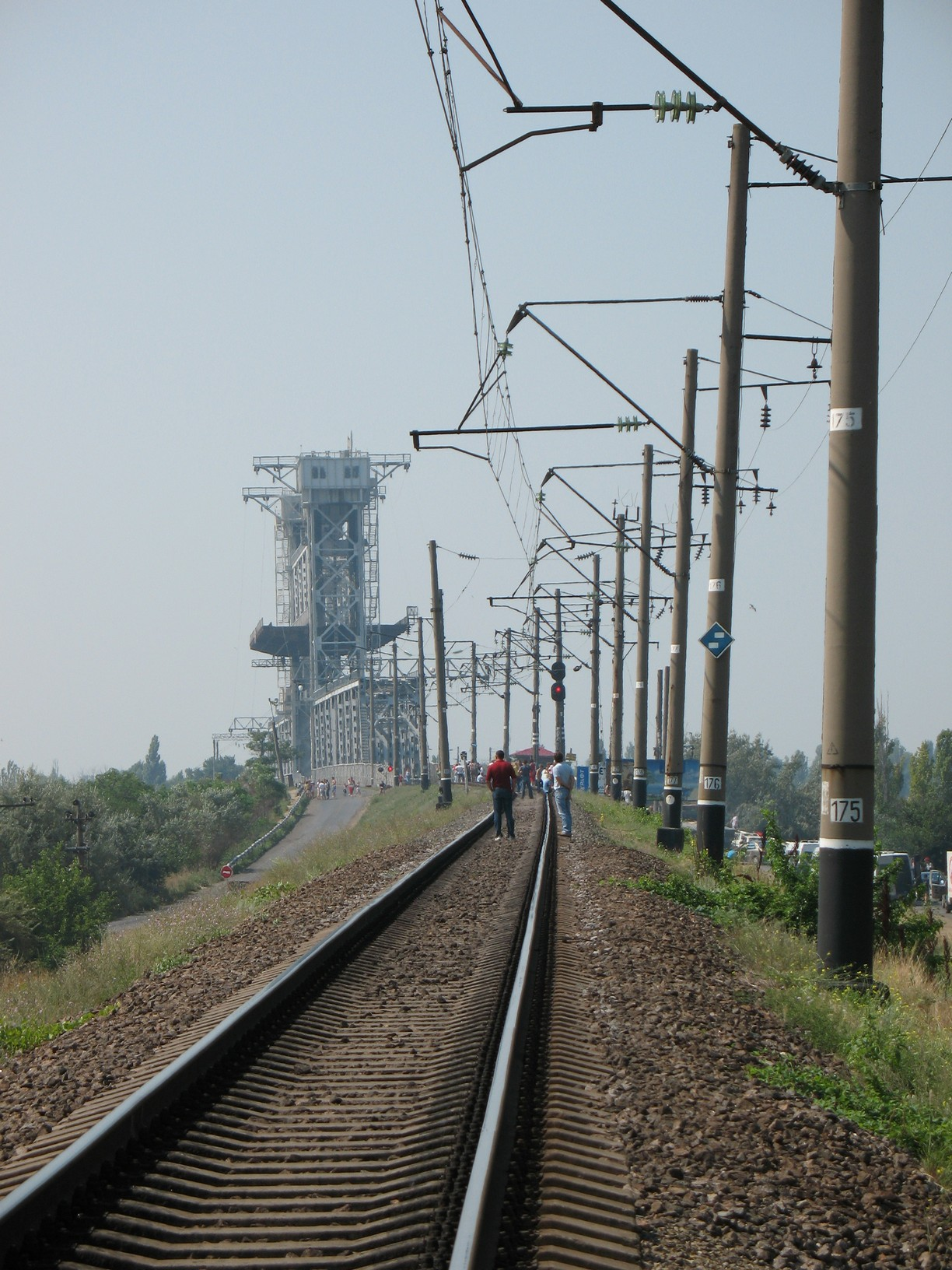
Franchissement du liman par-dessus la passe du Dniestr, vers Zatoka.
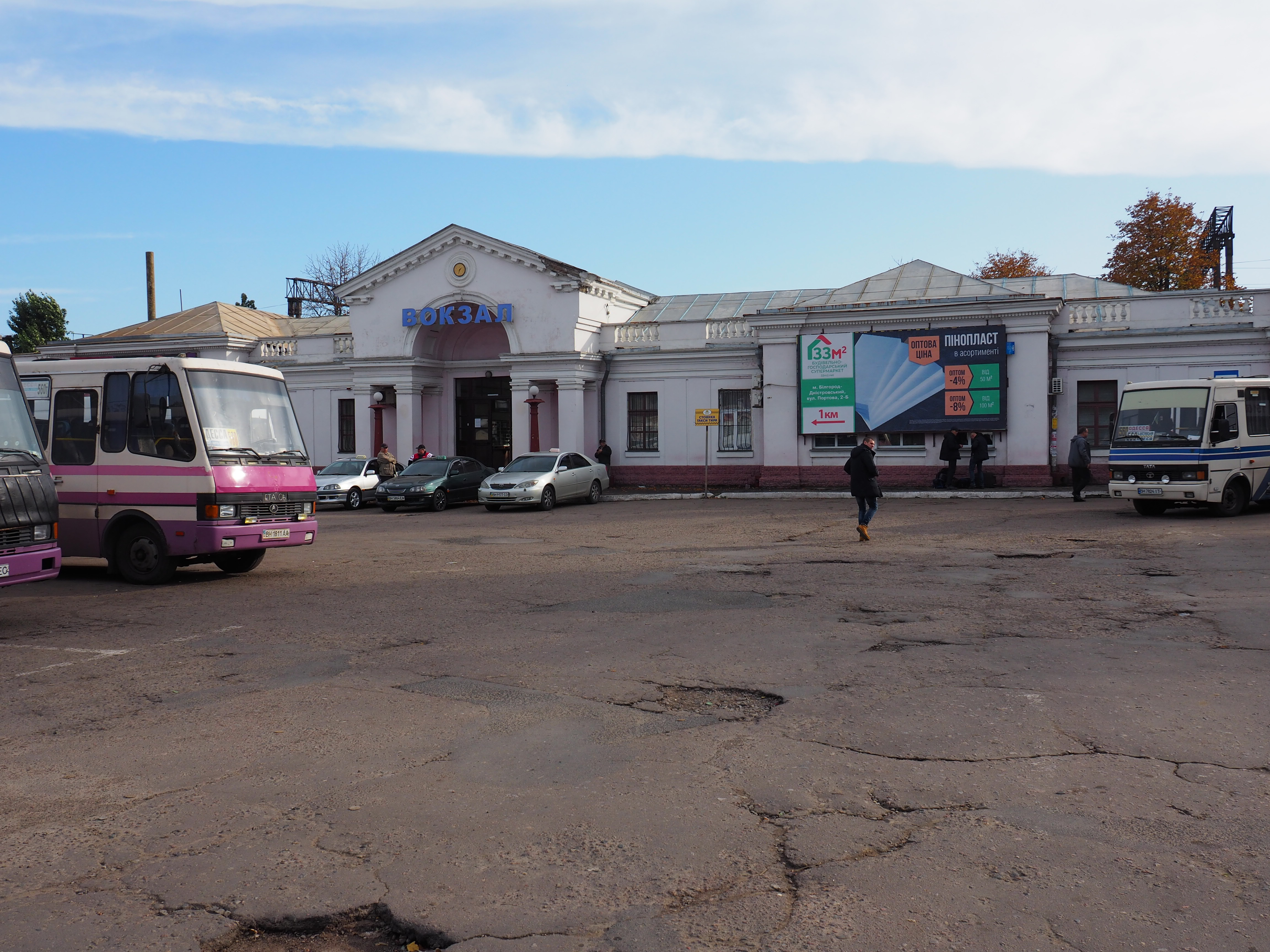
Place de la gare.

Bilhorod-Dnistrovskyï est située sur la rive droite de l'embouchure du Dniestr (formant un liman relié à la mer Noire), dans la région historique du Boudjak, partie méridionale de la Bessarabie. Elle possède une gare ferroviaire et un port.

## Administration
C'est le siège de la municipalité de Bilhorod-Dnistrovsky (en ukrainien : Білгород-Дністровська міська рада, Bilhorod-Dnistrovs'ka Mis'ka rada), qui compte également deux communes urbaines : Serhiïvka et Zatoka.

## Noms
Bilhorod signifie « citadelle blanche » en ukrainien, comme en roumain : Cetatea Albă, en turc : Akkerman, en bulgare : Bialgrad et en polonais : Białogród. L’adjectif Dnistrovsky (« du Dniestr ») a été ajouté lors de l’annexion soviétique en 1940, pour la distinguer de Belgorod en Russie. Parmi ces noms slaves, celui polonais de Białogród est le plus anciennement attesté, et au XIIIe siècle, on le transcrivait en français par « Bellegarde ».

## Histoire
La cité grecque antique de Tyras, byzantine de Mavrokastron, génoise de Montecastro et moldave de Cetatea Albă avait été rasée en 1484 lors de la conquête turque.
Seule la forteresse du prince moldave Étienne le Grand, désormais nommée Akkerman, fut épargnée : elle devient une garnison et une escale de la flotte du Sultan ottoman, que l'Empire russe commence à attaquer au XVIIIe siècle et finit par annexer en 1812, au traité de Bucarest qui scinde en deux la Moldavie dont la partie orientale, ainsi que le Boudjak ottoman où se trouve Akkerman, deviennent alors russes sous le nom de Bessarabie. Depuis lors, une nouvelle ville civile, russe, commence à se développer mais reste modeste. Il y fut signé en 1826 entre la Russie et l'Empire ottoman une convention qui assurait aux Russes la totale liberté de navigation sur la mer Noire. En 1828 la ville devient le quartier général de l'armée des Cosaques du Danube.

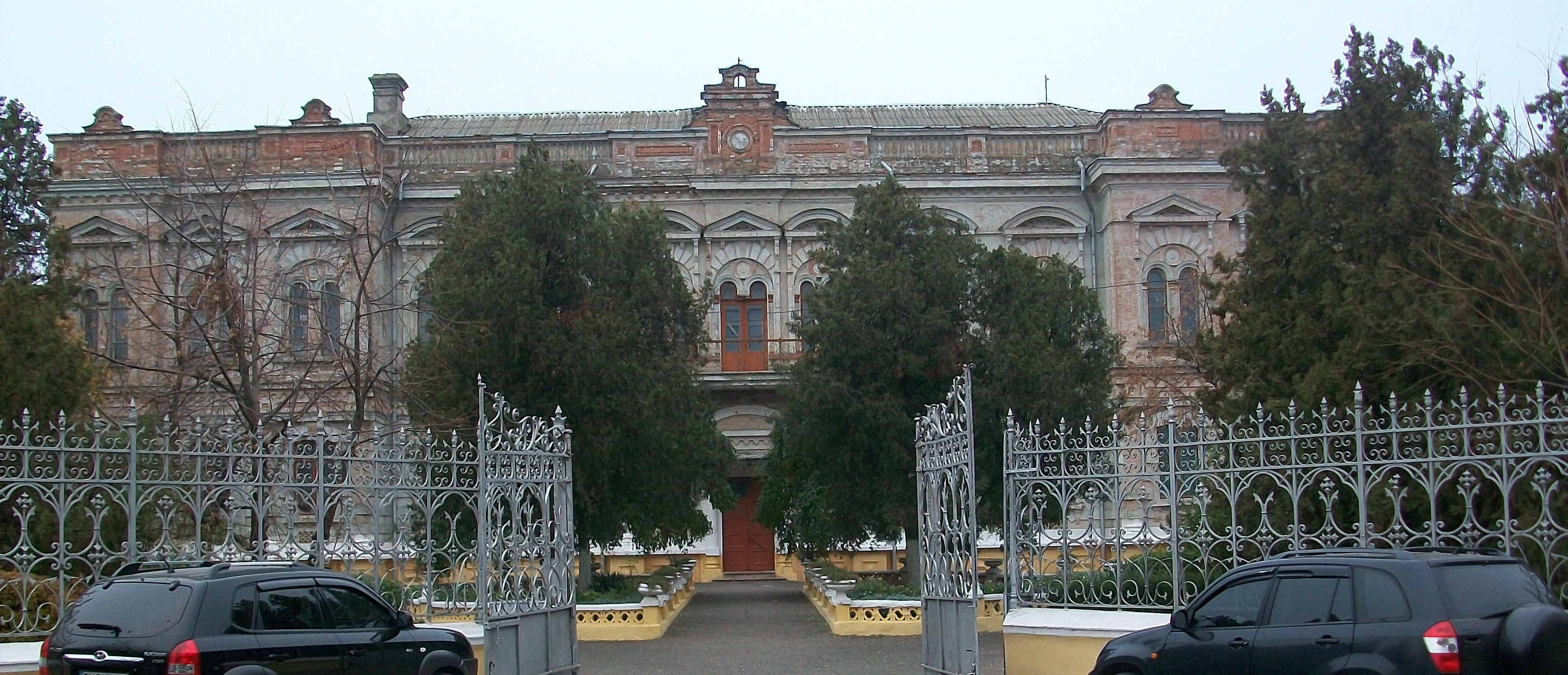
Le lycée agricole professionnel de Bilhorod-Dnistrovskyï. Le bâtiment date de la période impériale russe.

La République démocratique de Moldavie, proclamée en Bessarabie en 1917, ayant voté en mars 1918 son union avec la Roumanie, Akkerman devint roumaine sous le nom médiéval de Cetatea Albă pendant 22 ans puis soviétique en 1940-1941 à la suite du Pacte germano-soviétique. C'est l'URSS qui, en 1940, change son nom en Belgorod-Dnestrovsky. Après quatre ans de retour à la Roumanie pendant la Seconde Guerre mondiale, elle fut soviétique de 1944 à 1991, avant de devenir définitivement ukrainienne sous le nom de Bilhorod-Dnistrovskyï en 1991.
Ces changements ont bouleversé la composition de sa population : très cosmopolite en 1939, avec des Roumains, des Juifs, des Turcs ou Tatars, des Grecs, des Russes, des Ukrainiens, des Arméniens, des Roms, des Allemands et même des Suisses venus de Vevey (Vaud) et des Buttes (Neuchâtel), soit 38 400 habitants, elle est de nos jours majoritairement ukrainienne, avec une minorité russe. Comme à Kaliningrad, très rares sont les Bilhorodois actuels qui peuvent dire : « mes parents (ou mes grands-parents) y vivaient déjà avant-guerre ».

## Population

### Démographie
Recensements (*) ou estimations de la population :
| 1863   | 1897*  | 1900   | 1923   | 1939*  | 1959*  | 1970*  | 1979*  |
| ------ | ------ | ------ | ------ | ------ | ------ | ------ | ------ |
| 29 300 | 28 258 | 32 500 | 34 500 | 38 400 | 21 832 | 32 928 | 46 795 |

| 1989*  | 2001*  | 2011   | 2012   | 2013   | 2014   | 2015   | 2016   |
| ------ | ------ | ------ | ------ | ------ | ------ | ------ | ------ |
| 51 890 | 51 034 | 50 296 | 50 263 | 50 246 | 50 105 | 50 086 | 50 131 |

| 2017   | 2018   | 2019   | 2020   | 2021   | 2022   | - | - |
| ------ | ------ | ------ | ------ | ------ | ------ | - | - |
| 49 727 | 49 082 | 48 967 | 48 674 | 48 197 | 47 727 | - | - |

### Groupes ethniques
La composition de la population de la ville a beaucoup évolué au cours de XXe siècle :
- Au recensement russe de 1897, les Moldaves roumanophones formaient encore la principale communauté (53,7 % de la population), suivis par les Russes et Ukrainiens (Grands-Russiens et Petits-Russiens : 20,3 %), les Juifs (19,7 %), les Arméniens (2,1 %), les Bulgares (1,0 %), les Tatars (Nogaïs : 0,8 %), les Allemands (0,8 %) et les Polonais (0,6 %).
- Au recensement ukrainien de 2001, les Ukrainiens dominaient (62,9 % de la population), suivis par les Russes (28,2 %), les Bulgares (3,7 %), les Roumains (1,9 %), les Biélorusses (0,6 %), les Gagaouzes (0,4 %), les Juifs (0,3 %), les Arméniens (0,3 %), les Sinti et les Roms (0,3 %).